# Farrah Forke
Pour les articles homonymes, voir Forke.
Farrah Forke, née le 12 janvier 1968 à Corpus Christi (Texas), et morte le 25 février 2022 à Houston (Texas), est une actrice américaine.

## Biographie
Après des études de premier cycle universitaire à Dallas, elle part à New York en 1989 pour suivre les cours de l'Institut Lee Strasberg,.
Elle a interprété successivement Harcèlement sous la direction de Barry Levinson (1994), Heat de Michael Mann  (1995) et un film-catastrophe, Ground Control (1998). Elle apparaît également au générique de Kate's Addiction (1998), aux côtés de Kari Wuhrer, ainsi que dans les  téléfilms Voyage au centre de la Terre (NBC, 1993) et Abandonnée et trahie, (ABC, 1995).
Elle doit cependant l'essentiel de sa célébrité à son rôle de femme pilote d'hélicoptère dans la série télévisée Wings.
Elle meurt à l'âge de 54 ans le 25 février 2022 à Houston, des suites d'un cancer.

## Filmographie
- 1991 : Brain Twisters de Jerry Sangiuliano : Laurie Stevens
- 1991 : Fractals de Jerry Sangiuliano
- 1992-1995 : Wings (TV) : Alex Lambert
- 1993 : Journey to the Center of the Earth (TV) : Margo Peterson
- 1993 : Le Domaine de la peur (Complex of Fear) (TV) : Vicky
- 1993 : Le crash du vol 7 (en) (Nurses on the Line: The Crash of Flight 7) (TV) : Fran Markoe
- 1994 : Harcèlement (Disclosure) de Barry Levinson : Adèle Lewyn
- 1994 : Mariage bionique (Bionic Ever After?) (TV) : Kimberly Haviland
- 1994-1995: Loïs et Clark (TV) : Mayson Drake
- 1995 : Abandonnée et trahie (TV) : Sarah
- 1995 : Heat de Michael Mann : Claudia
- 1995 : Dweebs (en) (TV) : Carey
- 1995 : Favorite Deadly Sins (en) (TV) : Spencer
- 1996 : Ned et Stacey (TV) : Megan Foster
- 1996-1997 : Mr. Rhodes (en) (TV) : Nikki Harkin
- 1997 : Duckman (TV) (voix)
- 1998 : Jenny (TV) : Kyra Campbell
- 1998 : L'Île fantastique (Fantasy Island) (TV) : Carol Ashby
- 1998 : Ground Control (en) de Richard Howard : Laura Franklin
- 1999 : Kate's Addiction d'Eric DelaBarre : Sara
- 1999 : La Vie à cinq (TV) : Tracy
- 1999 : Tueur en cavale (en) (Hitman's Run) de Mark L. Lester : Sarah
- 2000 : Batman, la relève (TV) (voix) : Barda Free
- 2001 : It Is What It Is de Billy Frolick (en) : Teresa
- 2005 : La Ligue des justiciers (TV) (voix) : Barda Free